# Signal + Draht
Signal + Draht (gesprochen Signal und Draht, ehemals Das Stellwerk sowie Zeitschrift für das gesamte Eisenbahn-Sicherungs- und Fernmeldewesen) ist eine deutsche Fachzeitschrift für das Sicherungs- und Telekommunikationswesen der Eisenbahn.

## Geschichte
Die Fachzeitschrift wurde erstmals im Januar 1906 unter dem Titel Das Stellwerk durch Arthur Tetzlaff in Berlin publiziert. Die Zeitschrift erreichte eine Auflage von 5000 Exemplaren und wurde neben Deutschland in 22 Staaten verbreitet. Ende 1944 stellte die Zeitschrift im Totalen Krieg aufgrund von Papiermangel ihr Erscheinen ein. Sie wurde zum 1. Januar 1948 durch Rudolf Tetzlaff in Frankfurt am Main wieder aufgebaut.
Ihr Titel wechselte im Laufe der Zeit. Erschien die Zeitschrift zwischen ihrer Gründung im Jahr 1906 und 1908 unter dem Titel Das Stellwerk: Zeitschrift für das gesamte Eisenbahn-Sicherungswesen, wurde die Bezeichnung ab 1909 auf Zeitschrift für das gesamte Eisenbahn-Sicherungs- und Fernmeldewesen verkürzt. Ab 1943 trug sie schließlich ihren heutigen Titel.
Anfang 1991 ging die Zeitschrift Signal und Schiene, die von 1956 bis 1990 mit ähnlichem Themenfeld in der Deutschen Demokratischen Republik erschienen war, in der Signal + Draht sowie der im gleichen Verlag erscheinenden Zeitschrift Der Eisenbahningenieur auf. Ab etwa der Jahrtausendwende erschien neben dem deutschsprachigen Kernteil auch ein englischsprachiger Ergänzungsteil, der zumeist aus Übersetzungen deutschsprachiger Artikel besteht. Inzwischen erscheinen Artikel zweisprachig, auf Deutsch und Englisch, in zwei Spalten je Seite. Schon in ihren frühen Jahren erstreckte sich die Leserschaft weit über den deutschsprachigen Raum hinaus. Die Zeitschrift wird von einem rund 20-köpfigen Fachbeirat begleitet.
Der Titel erschien im Tetzlaff-Verlag, der zum 1. Januar 1990 in den Deutschen Verkehrsverlag überging. Inzwischen gehört die Zeitschrift zur Marke Eurailpress der DVV Media Group.
Um 2006 lag die verbreitete Auflage bei rund 3500 Exemplaren. Inzwischen liegt sie bei rund 2500.